# Firefox OS
Firefox OS (původní název Boot to Gecko, B2G) byl open source operační systém založený na Linuxu pro smartphony a tablety vyvíjený Mozillou. Byl navržen tak, aby HTML5 aplikace komunikovaly přímo s hardwarem zařízení pomocí JavaScriptu a web API. Byl předveden na smartphonech kompatibilních s Androidem a na Raspberry Pi.
ZTE na veletrhu CES 2013 potvrdilo, že vytvoří smartphone s Firefox OS. Vývoj byl nakonec ukončen v únoru 2016.

## Historie
Dne 25. července 2011 Dr. Andreas Gal, ředitel výzkumu v Mozilla Corporation, oznámil projekt „Boot to Gecko“ na mailing listu mozilla.dev.platform. Návrh projektu byl „sestavit kompletní, samostatný operační systém pro otevřený web“ s cílem „najít mezery, které brání webovým vývojářům vytvořit aplikace, které by byly ve všech směrech rovny nativním aplikacím sestaveným pro iPhone (iOS), Android a WP7 (Windows Phone 7)“.
V červenci 2012 byl Boot to Gecko přejmenován na „Firefox OS“ po známém desktopovém prohlížeči Firefox. Screenshoty se začaly objevovat v srpnu 2012.
V září 2012 analytici Strategy Analytics předpověděli, že Firefox OS bude mít 1 % z globálního trhu se smartphony v roce 2013, což je první rok jeho komerční dostupnosti.
V únoru 2013 Mozilla oznámila plány na globální komerční rozjezd Firefoxu OS. Mozilla oznámila na tiskové konferenci před začátkem Mobile World Congress v Barceloně, že první vlna Firefox OS zařízení bude k dispozici spotřebitelům v Brazílii, Kolumbii, Maďarsku, Mexiku, Černé Hoře, Polsku, Srbsku, Španělsku a Venezuele. Firefox také oznámil, že společnost LG Electronics, ZTE, Huawei a TCL Corporation se zavázala k výrobě Firefox OS zařízení.
Po dohodě Mozilly a VIA Technologies bylo započato přizpůsobování Firefox OSu tak, aby byl schopný běhu na osobních počítačích a aby byl ovladatelný i bez dotykového displeje. Koncem léta 2014 však tyto telefony dospěly do fáze prodejů, první smartphone se objevuje na trhu v České republice s názvem OneTouch Fire E od společnosti Alcatel.

## Cíle

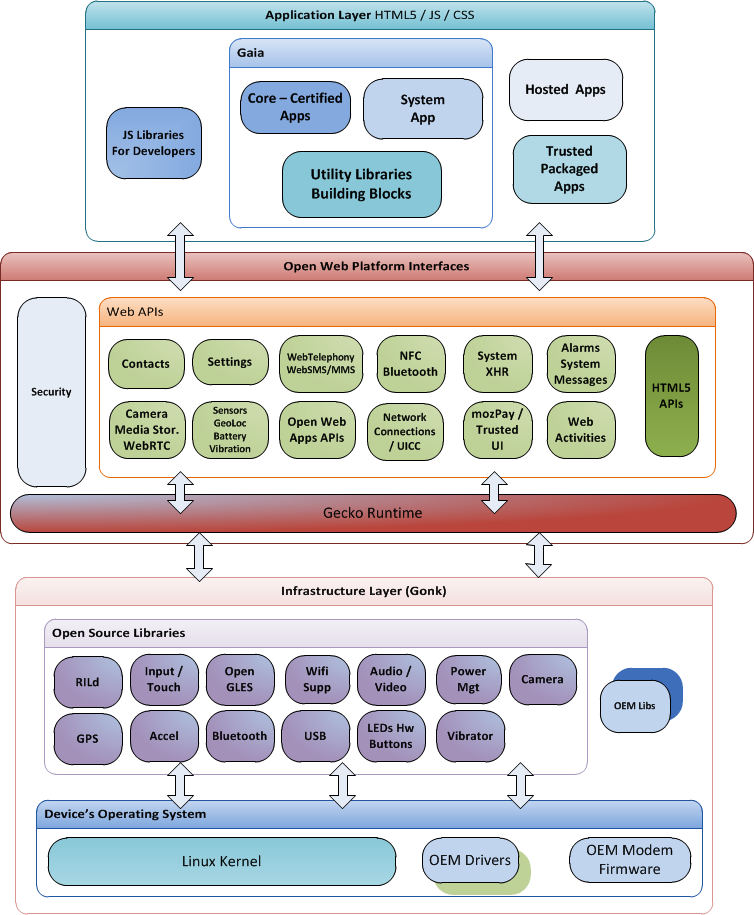

V rozhovoru ředitel výzkumu v Mozille, Andreas Gal, charakterizoval současnou sadu mobilních stránek OS jako uzavřenou platformu a představil Firefox OS jako přístupnější: „Používáme zcela otevřené standardy, žádný proprietární software nebo technologie.“ Gal také řekl, že protože softwarový balík je čistě HTML5, existuje již velké množství zavedených vývojářů. Tento předpoklad je použit ve WebAPI Mozilly. Ty jsou určeny standardy W3C, které se pokusí překlenout nedostatky ve schopnostech, které v současné době existují mezi nativními rámci a webovými aplikacemi. Cílem těchto snah je umožnit vývojářům vytvářet aplikace pomocí WebAPI, které by pak běžely v každém standardním kompatibilním prohlížeči bez nutnosti přepisovat aplikace pro každou platformu.

## Příbuzné projekty

### Fork Acadine Technologies
Acadine Technologies, již vede dlouholetý prezident Mozilly Li Gong, chce na základě Firefox OS postavit systém H5OS jako jeho fork. Firma již získala investici 100 miliónů dolarů od Tsinghua Unigroup International, která je vlastněna čínskou vládou.